# Конунова Циля Борисівна
Циля Борисівна Конунова (уроджена Фрід; нар. 27 жовтня 1920, Одеса — пом. 12 вересня 2010, Кишинів) — молдавський радянський хімік, доктор хімічних наук (1976), професор; українська шахістка, чемпіонка України із шахів серед жінок 1949 року.

## Біографія
Народилася в 1920 році в Одесі, в родині Бориса Меєровича Фріда (1893—1943), уродженця Тульчина, і Белли Фрід.
Цилю Фрід у шахи навчив грати майстер Борис Верлінський у 1934 році, а з 1935 року вона почала відвідувати дитячий шаховий клуб Одеського палацу піонерів. У всіх дитячих змаганнях Одеси та Одеської області за період 1935—1938 рр. Фрід посідала перші місця. У 1938 році стала переможницею чемпіонату СРСР із шахів серед дівчат-школярок, що започаткувало шаховий бум в Одесі. У 1938 році Фрід вперше взяла участь у чемпіонаті України, де розділила 4-5 місця. У 1939 році посіла 1-е місце у всесоюзному турнірі «Науки». У 1949 році разом з Бертою Корсунською розділила перше місце та звання чемпіонки УРСР.
Навчалася на хімічному факультеті Одеського університету, але оскільки навчання було перервано війною, закінчила його вже після повернення в Одесу з евакуації в Ташкенті (де також навчалася в Середньоазіатському державному університеті). Після закінчення університету переїхала з чоловіком до Молдови, де викладала хімію у школі у Страшенах, потім на кафедрі неорганічної хімії в Кишинівському університеті, згодом доцент. Дисертацію кандидата хімічних наук захистила під керівництвом А. В. Аблова.
У 1964 році була переведена до Кишинівського політехнічного інституту, де заснувала і стала першою завідувачкою кафедри неорганічної хімії, якою завідувала до 1975 року, потім працювала професором цієї кафедри до 1995 року. Дисертацію доктора хімічних наук на тему «Вивчення комплексоутворення цирконію та гафнію з органічними лігандами» захистила у 1976 році.
Основні наукові праці присвячені проблемам комплексоутворення хімічних елементів із органічними лігандами. Цій же темі присвячена її монографія «Координаційні з'єднання цирконію та гафнію з органічними лігандами». Автор кількох навчальних посібників для студентів вузів, у тому числі підручника з аналітичної хімії «Chimie analytique» французькою мовою (1994) і курсу хімії, що двічі перевидавався, румунською мовою (1988, 1994).
Нагороджена медаллю «За громадянські заслуги» (1996). Лауреат Державної премії Молдови в галузі науки і техніки (1998).

## Турнірні результати
| Рік  | Місце проведення | Турнір                | Результат | + | — | = | Місце |
| ---- | ---------------- | --------------------- | --------- | - | - | - | ----- |
| 1938 | Київ             | 4-й чемпіонат України | 10 з 15   | 9 | 4 | 2 | 4 — 5 |
| 1949 | Одеса            | 9-й чемпіонат України | 7½ з 11   | 5 | 1 | 5 | — 2   |

## Сім'я
- Чоловік — Олександр Пилипович Конунов (1912, Кишинів — 1992, Кишинів), випускник Бухарестської королівської академії комерції та економіки (1935), редактор і перекладач у видавництві «Шкоала радике» (Радянська школа, 1957—1960) та на кіностудії «Молдова-фільм» (1960—1973), сценарист документального кіно на студії «Телефілм-Кишинеу»; опублікував віршовані пародії та прозову збірку молдавською мовою[9].
- Син — Борис Конунов, кінорежисер і сценарист. Дочка — Ірина Конунова, педагог.
- Правнучка — скрипалька Олександра Конунова (нар. 1988), лауреат Міжнародного конкурсу скрипалів імені Йозефа Йоахіма (I премія).